# Eugène Vanassche
Eugène Vanassche (Wingene, 1 april 1933 – Brugge, 8 juli 2015) was een Belgisch architect. Als ontwerper van openbare gebouwen en privéwoningen was hij vooruitstrevend gedurende zijn hele loopbaan. Hij leverde zo een aanzienlijke bijdrage aan het kwalitatieve Vlaamse architectuur-patrimonium vanaf de jaren 60.

## Biografie
Eugène Vanassche studeerde aan het Sint-Lucas in Gent. Na zijn stage bij architect Lantsoght kreeg hij in 1960 de 4e prijs van de Europese Woning. Hij startte samen met studiegenoot Yvan Claeys een eigen praktijk en won in 1961 de 2e prijs voor de wedstrijd van de bedevaartkapel Kerselaere. In deze eerste periode is de invloed van Le Corbusier merkbaar.
Zijn studiereizen naar Scandinavië en de Verenigde Staten brachten nieuwe inspiratiebronnen met name naar materialen. Beton en cederhout werden vaste elementen in zijn ontwerpen waarbij hij poogde deze verschillende materies op een natuurlijke wijze in harmonie te brengen. Voorbeelden hiervan zijn het cultuurcentrum "De Schakel" in Waregem en het faculteitengebouw Letteren en Wijsbegeerte en Rechten van de Katholieke Universiteit Leuven Kulak.
In de jaren 70 ontwierp Vanassche het winkelcentrum te Waregem dat wordt gezien als baanbrekend, niet alleen als ontwerp maar ook als een geslaagde urbanistische ingreep.  
Eind jaren 70 kreeg Vanassche een sterke interesse voor ecologie en streekeigen bouwen. De materialen veranderden en baksteen werd dominant in zijn ontwerpen. Hierbij paste hij hergebruik van bakstenen en pannen toe. Voorbeelden hiervan zijn de uitbreiding Xaverianeninstituut en het studentenhuis Gentpoort, beiden in Brugge.
De ontwerpen van de jaren 80 zijn kenmerkend door een postmoderne stijlverandering. Voorbeelden zijn te vinden in de Brugse binnenstad. De kleinschalige appartementencomplexen aan het Astridpark en de Spiegelrei brachten eigentijdse architectuur in het Brugse straatbeeld. Rond het project in de Spiegelrei ontstond een hevige controverse die echter stopte toen dit project op de voorpagina van een toonaangevend Amerikaans architectuurtijdschrift werd gepubliceerd als voorbeeld voor een smaakvolle eigentijdse architectuur in de historische Brugse binnenstad.
Eugène Vanassche overleed te Brugge op 8 juli 2015. De uitvaartdienst had plaats op 14 juli 2015 in de kerk van OLV-Onbevlekt Ontvangen in Ver-Assebroek.
- International Standard Name Identifier: 0000 0003 9697 0820
- Nederlandse Thesaurus van Auteursnamen: 072160616
- Virtual International Authority File: 292038327